# Erromyrma latinodis

Erromyrma latinodis

Erromyrma latinodis (лат.) (англ. Southern ant) — вид мелких муравьёв рода Erromyrma, ранее известный как Monomorium latinode.

## Распространение
Южная и Юго-Восточная Азия, Африка, Мадагаскар, Новая Зеландия.

## Описание
Мелкие желтовато-коричневые (до темно-бурого цвета) муравьи длиной 2—3 мм. Усики 12-члениковые с 3-члениковой булавой. Жвалы с 5 зубцами. Глаза и жало развиты. Псаммофор и усиковые бороздки отсутствуют. Формула щупиков 3,3. Заднегрудка округлённая без проподеальных зубцов. Стебелёк между грудкой и брюшком состоит из двух члеников: петиоля и постпетиоля. Тело гладкое и блестящее. Вид был впервые описан в 1872 году австрийским мирмекологом Густавом Майром по материалу из Малайзии (Саравак) под первоначальным названием Monomorium latinode Mayr, 1872. В 2016 году выделен в состав отдельного монотипического рода Erromyrma Bolton & Fisher, 2016.
В 2023 году впервые за 150 лет изучения вида был обнаружен и описан самец (по материалам из Мадагаскара). Длина около 3 мм; желтовато-коричневые. Формула щупиков самца 5,3. Мандибула треугольная с четкими базальным и жевательным краями и с 4 мандибулярными зубцами. Антенна короткая и нитевидная, с 13 сегментами; педицель субглобулярный; скапус короткий (SI < 33). Фронтальные кили, усиковые бороздки и нотаули отсутствуют.